# Westlich Otzenhausen
Westlich Otzenhausen este o arie protejată (arie specială de conservare — SAC, sit de importanță comunitară — SCI) din Germania întinsă pe o suprafață de 20 ha, integral pe uscat.

## Localizare
Centrul sitului Westlich Otzenhausen este situat la coordonatele 49°36′09″N 6°59′04″E / 49.6025°N 6.9844°E.

## Înființare
Situl Westlich Otzenhausen a fost declarat sit de importanță comunitară în octombrie 2000 pentru a proteja 1 specie de animale. Situl a fost protejat și ca arie specială de conservare în august 2015.

## Biodiversitate
Situată în ecoregiunea continentală, aria protejată conține 3 habitate naturale: Formațiuni ierboase bogate în specii de Nardus, dezvoltate pe substraturi silicioase în zone montane (și în zone submontane, în Europa continentală), Pajiști cu Molinia pe soluri calcaroase, turboase sau argilos-nămoloase (Molinion caeruleae), Fânețe de joasă altitudine (Alopecurus pratensis, Sanguisorba officinalis).
La baza desemnării sitului se află o specie protejată de  nevertebrate: fluturele purpuriu (Lycaena dispar).
Pe lângă speciile protejate, pe teritoriul sitului au mai fost identificate 22 de specii de plante, 4 specii de nevertebrate.